# 21 Korpus Obrony Powietrznej (ZSRR)
21 Korpus Obrony Powietrznej – wyższy związek taktyczny wojsk obrony przeciwlotniczej Sił Zbrojnych ZSRR.

## Struktura organizacyjna
W latach 1991–1992
- dowództwo – Siewieromorsk
- pułk rakietowy OP – Sewromorsk
- pułk rakietowy OP – Zelenogorsk
- pułk rakietowy OP – Olenogorsk
- Brygada Radiotechniczna – Waskowo
- pułk radiotechniczny – Ałakurti